# Polyommatus turanica
Polyommatus turanica är en fjärilsart som beskrevs av Rühl 1895. Polyommatus turanica ingår i släktet Polyommatus och familjen juvelvingar. Inga underarter finns listade i Catalogue of Life.